# Анатолєвка (Нижньогородська область)
Анатолєвка (рос. Анатольевка) — селище в Лисковському районі Нижньогородської області Російської Федерації.
Населення становить 28 осіб. Входить до складу муніципального утворення Барминська сільрада.

## Історія
Від 2009 року входить до складу муніципального утворення Барминська сільрада.

## Населення
| 2002 | 2010 |
| ---- | ---- |
| 45   | ↘28  |